# Marcel Canadi
Marcel Canadi (27 ottobre 1997) è un calciatore austriaco, centrocampista dell'EN Paralimni.

## Carriera
Cresciuto nel settore giovanile del Borussia M'gladbach, nella stagione 2016-2017 fa parte della rosa della squadra riserve, militante nel campionato di Regionalliga, con cui gioca due partite e realizza due reti. Nel 2017 fa ritorno in patria, all'Austria Lustenau, con cui gioca per tre stagioni e mezza in seconda divisione. Nel febbraio 2020 si trasferisce all'Amstetten, sempre in seconda divisione, dove chiude la seconda parte della stagione 2019-2020.
L'11 agosto 2020 viene acquistato dal Ried, firmando un contratto biennale. Esordisce in Bundesliga il 24 ottobre successivo, in occasione dell'incontro perso per 0-2 contro lo Sturm Graz. In due anni totalizza 23 presenze tra campionato e coppa.
Nel giugno 2022 viene ingaggiato dalla formazione croata del Sebenico, dove trova suo padre Damir nelle vesti di allenatore.

## Statistiche

### Presenze e reti nei club
Statistiche aggiornate al 13 agosto 2022.
| Stagione                | Squadra                 | Campionato              | Campionato | Campionato | Coppe nazionali | Coppe nazionali | Coppe nazionali | Coppe continentali | Coppe continentali | Coppe continentali | Altre coppe | Altre coppe | Altre coppe | Totale | Totale |
| Stagione                | Squadra                 | Comp                    | Pres       | Reti       | Comp            | Pres            | Reti            | Comp               | Pres               | Reti               | Comp        | Pres        | Reti        | Pres   | Reti   |
| ----------------------- | ----------------------- | ----------------------- | ---------- | ---------- | --------------- | --------------- | --------------- | ------------------ | ------------------ | ------------------ | ----------- | ----------- | ----------- | ------ | ------ |
| 2016-2017               | Borussia M'gladbach II  | RL                      | 2          | 2          |                 | -               | -               |                    | -                  | -                  |             | -           | -           | 2      | 2      |
| 2017-2018               | Austria Lustenau        | 1L                      | 12         | 1          | CA              | 1               | 0               |                    | -                  | -                  |             | -           | -           | 13     | 1      |
| 2018-2019               | Austria Lustenau        | 1L                      | 24         | 6          | CA              | 2               | 1               |                    | -                  | -                  |             | -           | -           | 26     | 7      |
| 2019-feb. 2020          | Austria Lustenau        | 1L                      | 13         | 1          | CA              | 2               | 0               |                    | -                  | -                  |             | -           | -           | 15     | 1      |
| Totale Austria Lustenau | Totale Austria Lustenau | Totale Austria Lustenau | 49         | 8          |                 | 5               | 1               |                    | -                  | -                  |             | -           | -           | 54     | 9      |
| feb.-giu. 2020          | Amstetten               | 1L                      | 12         | 3          | CA              | 1               | 0               |                    | -                  | -                  |             | -           | -           | 13     | 3      |
| 2020-2021               | Ried                    | BL                      | 14         | 0          | CA              | 1               | 0               |                    | -                  | -                  |             | -           | -           | 15     | 0      |
| 2021-2022               | Ried                    | BL                      | 6          | 0          | CA              | 2               | 0               |                    | -                  | -                  |             | -           | -           | 8      | 0      |
| Totale Ried             | Totale Ried             | Totale Ried             | 20         | 0          |                 | 3               | 0               |                    | -                  | -                  |             | -           | -           | 23     | 0      |
| 2022-2023               | Sebenico                | 1.HNL                   | 5          | 0          | CC              | 0               | 0               |                    | -                  | -                  |             | -           | -           | 5      | 0      |
| Totale carriera         | Totale carriera         | Totale carriera         | 88         | 13         |                 | 9               | 1               |                    | -                  | -                  |             | -           | -           | 97     | 14     |